# Euptychia insolata
Euptychia insolata är en fjärilsart som beskrevs av Butler och Druce 1872. Euptychia insolata ingår i släktet Euptychia och familjen praktfjärilar. Inga underarter finns listade i Catalogue of Life.